# Powys Wenwynwyn
Powys Wenwynwyn o Powys Cyfeiliog fue un reino galés qué existió durante la Alta Edad Media. El reino correspondía a la porción sur del anterior principado de Powys que fue dividido a la muerte de Madog ap Maredudd en 1160: el norte (Maelor) pasó a Gruffydd Maelor y se convertiría finalmente en Powys Fadog; mientras el sur (Cyfeiliog) fue entregado a Owain Cyfeiliog para convertirse posteriormente en Powys Wenwynwyn después de Gwenwynwyn ab Owain, su segundo gobernante.
Powys Wenwynwyn y Gwynedd fueron rivales irreconciliables en años posteriores, con Gwyned aliándose frecuentemente con Inglaterra.

## Príncipes de Powys Wenwynwyn
- 1160–1195 Owain Cyfeiliog casado una hija de Owain Gwynedd y abdicó en 1195.
- 1195–1216 Gwenwynwyn ab Owain

Gwenwynwyn capturó el cantref de Arwystli en 1197, cuándo estaba alineado con Inglaterra. Tras el matrimonio de Llywelyn el Grande y Juana de Gales en 1208, nuevamente estalló la guerra entre Gwenwynwyn y Llywelyn. En 1212, la sede real tradicional de Gwenwynwyn en Mathrafal fue destruida y él fue expulsado de sus territorios. Tras cambiar de bando, recuperó sus territorios nuevamente en 1215, construyendo una capital nueva en Welshpool. En 1216 fue derrotado en batalla por Llywelyn y huyó a Inglaterra, donde murió poco después. Fue sucedido por su hijo.
- 1216–1286 Gruffydd ap Gwenwynwyn

Gruffydd ap Gwenwynwyn pasó su juventud en Inglaterra, mantenido por Enrique III de Inglaterra. Regresó a Gales en 1241 tras la muerte de Llywelyn y cuando fue investido con los señoríos de Arwystli, Cyfeiliog, Mawddwy, Caereinion, Ystrad Marchell y Upper Mochnant por Enrique III de Inglaterra. Anteriormente, se había casado con Hawise, hija de John Le Strange de Knockin.
Se unió a Llywelyn ap Gruffudd en 1263 antes de regresar a la protección de Inglaterra otra vez después de 1276, tras un complot fallido para asesinar al príncipe Llywelyn en connivencia con el hermano su rival, Dafydd ap Gruffydd. Sus fuerzas, mandadas por su hijo Owain ap Gruffydd ap Gwenwynwyn, intervinieron en la Guerra galesa de 1282–1283 con aquellos de John Le Strange y Hugh le Despenser y fueron sus soldados los que emboscaron y asesinaron al último Príncipe nativo de Gales cerca de Builth en 1282.

## Fin de la Principalidad
Owain ap Gruffydd ap Gwenwynwyn (alias Owen de la Pole) presuntamente entregó la principalidad de Powys a Eduardo I en el Parlamento celebrado en Shrewsbury en 1283 (Dafydd ap Gruffudd, su rival en Powys Fadog fue juzgado en el mismo Parlamento, depuesto por luchar en el bando incorrecto y ejecutado por traición contra Eduardo). A cambio, recibió nuevamente los territorios de Powys Wenwynwyn como Barón libre de Inglaterra. La fecha tendría que ser aceptada con reservas porque Owen no sucedió a su padres hasta 1286:  es posible que Owen actuara en representación de su padre, que era por entonces un hombre viejo. En torno a aquella época, la antigua familia real empezó utilizar el apellido normanizado "de la Pole" en vez del patronímico galés. El nombre deriva de Pool (ahora llamado Welshpool), su ciudad principal.

## El Señorío de Powys
Después del Estatuto de Rhuddlan en 1284 todos los antiguos títulos de príncipes de Gales.  Aun así la principalidad continuó como Señorío.
La familia gobernanta de Powys sobrevivía en los niños y remotos descendientes de Gruffydd ap Gwenwynwyn, conocidos a partir de entonces como los de Pole, que habitaban en el recientemente construido castillo de Powis. En 1293 Owen de la Pole fallece y es sucedido por su hijo Griffith de la Pole, que muere sin herederos en 1309. El señorío era entonces heredado (según ley inglesa) por su hermana Hawise "Gadarn" ("Hawise la Fuerte", a menudo conocida sencillamente como "La Señora de Powis"), antes que por herederos varones (como prescribe ley galesa). Hawise fallece en 1349 y a la muerte de su marido John Charleton, Barón Cherleton en 1353, el señorío pasa a sus hijos, ya fuera de los galeses nativos.